# Abdourahamane Tchiani
Abdourahamane Tchiani (arab: عبد الرحمن تشياني) (ur. 1 stycznia 1964 w Toukounous) – nigerski generał i polityk, od 26 lipca 2023 w wyniku zamachu stanu faktyczny przywódca Nigru, od 26 marca 2025 roku prezydent Nigru.

## Życiorys
Pochodzi z miejscowości Toukounous w regionu Tillabéri, znad granicy Nigru z Mali. Szkolił się wojskowo w Senegalu, Mali, Francji i USA. W 2011 roku został dowódcą gwardii prezydenckiej prezydenta Mahamadou Issoufou, dzięki któremu został generałem w 2018. Powstrzymał on próbę zamachu stanu w Nigrze w 2021 na kilka dni przed wyborami. Od 2021 roku był dowódcą około dwutysięcznej gwardii jego następcy - Mohameda Bazouma. 
Pod koniec lipca 2023 roku stanął na czele zamachu stanu, według niektórych przekazów broniąc się przed planowaną dymisją ze stanowiska. Po aresztowaniu poprzednika Tchiani stanął na czele Narodowej Rady Obrony Ojczyzny, 26 lipca 2023 obejmując faktyczne rządy w państwie. Otrzymał on wsparcie dyplomatyczne od Ibrahima Traore, wojskowego przywódcy Burkiny Faso oraz Assimi Goity, przywódcy Mali. Wraz z Ibrahimem Traoré z Burkiny Faso i Assimi Goitą z Mali utworzył Sojusz Państw Sahelu.  20 sierpnia 2023 roku pod presją ECOWAS zapowiedział, że planuje zrzec się władzy na rzecz rządów cywilnych w ciągu trzech najbliższych lat. W marcu 2025 roku zmienił zdanie i został zaprzysiężony na prezydenta Nigru na okres pięciu lat.

## Życie prywatne
Jest żonaty i ma piątkę dzieci.